# Manoelzinho
Manoel de Aguiar Fagundes, genannt Manoelzinho, (* 22. August 1907 in Niterói; † 22. November 1953 ebenda) war ein brasilianischer Fußballspieler.

## Laufbahn
Manoelzinho spielte ausschließlich für Vereine aus seiner Heimatstadt Niterói. Er wechselte mehrmals den Verein, kam aber immer wieder zu seinem Stammverein, dem Ypiranga FC, zurück. Insgesamt spielte er für diesen acht Jahre. Er ist bis heute der einzige Spieler dieses Clubs, der für den Kader der Nationalmannschaft nominiert wurde. Er war Teil der Nationalmannschaft bei der Fußball-Weltmeisterschaft 1930, kam aber zu keinem Einsatz.

## Erfolge
Byron
- Campeonato Niteroiense (Stadtmeisterschaft): 1928

Ypiranga
- Campeonato Niteroiense: 1926, 1929, 1930, 1931